# TLN Network
TLN Network (Televisa Novelas) es un canal de televisión por suscripción lusófono de origen mexicano que centra su programación en la emisión de telenovelas de Televisa dobladas al portugués brasileño, El canal es la versión
brasileña del canal Tlnovelas. Canal que también fue creado y distribuido por Televisa, para su distribución en Brasil, Angola y Mozambique. Fue lanzado el 23 de noviembre de 2009.
Desde 2009, todas las telenovelas mexicanas han sido dobladas en portugués brasileño para Brasil, Angola y Mozambique. 
En Brasil, el canal fue lanzado el 9 de agosto de 2011 a través de la operadora Oi TV. Debido al decreto de la Ley Federal 12.485/11 que obliga a las compañías televisivas a distribuir un canal brasileño por cada 6 canales internacionales, TLN fue cerrado el 10 de febrero de 2013 en ese país. Otra posible razón por su cese de emisiones en Brasil fue la firma de un contrato entre Televisa y la cadena brasileña SBT, en la que se acordaba que la emisora nacional tendría los derechos exclusivos de las telenovelas de Televisa en el país.
Después de seis años ausente, el 31 de marzo de 2019 TLN regresa a Brasil a través de la plataforma en línea Guigo TV.
Su propuesta viene con reprises de novelas, series ya presentadas por emisoras abiertas y ahora con producciones inéditas como en la actualidad con Un refugio para el amor.